# Рогач (журнал)
Рогач (словац. Roháč, «Жук-олень») — чехословацкий литературно-художественный сатирический еженедельник, выходивший на словацком языке.

## История
Как рассказывал в предисловии к книге «Рыбная ловля в пижаме» главный редактор «Рогача» Петер Бан, первый номер журнала вышел 1 апреля 1948 года — «сразу после Февральской революции 1948 года, в которой чехословацкий трудовой народ одержал победу над силами реакции». В новом журнале собрались юмористы и карикатуристы, среди которых Виктор Кубал, Божена Гайдучикова-Плоханьова, Клара Ярункова, Петер Петишка, Томаш Янович, Петер Гошшаньи и другие.
В 1951 году журнал был объединён с юмористическим журналом Sršeň, издававшимся в городе Мартине (1947—1951).
По воспоминаниям афориста Милана Купецки, в 1958 году журнал перешёл под крыло издательства «Правда» и стал выходить 100-тысячным тиражом. Такой же тираж сохранился и во времена нормализации. В журнале печатались не только рассказы, анекдоты (были, например, рубрики 12 do tucta («Двенадцать в десятку») и Čitateľská anekdotáreň («Читательские анекдоты»); лучшие анекдоты от читателей награждались призами) и карикатуры, но и комиксы — о супругах Билле и Мэри (автор Божена Плоханьова), «Йожинко — дитя своих родителей» (автор Йозеф Шек) и другие.

По словам Милана Купецки, «тогдашнее коммунистическое руководство называло „Рогач“ журналом, который выявляет недостатки в экономической и социальной жизни, буржуазные предрассудки в сознании людей, реакционные усилия империалистических держав». По случаю 30-летнего юбилея журнала президент ЧССР вручил коллективу журнала орден «За выдающийся труд».
Как и другие юмористические журналы социалистических стран, «Рогач» продавался и в СССР — по словам Петера Бана, он «за время поездок по Советскому Союзу <…> видел „Рогач“ в газетных киосках за тысячи километров от своей редакции в Братиславе».
В 1988 году в серии «Библиотека Крокодила» вышел сборник «Рыбная ловля в пижаме», в котором были собраны произведения авторов «Рогача» — рассказы и афоризмы Милы Лопашовской, Клары Ярунковой, Петера Бана, Штефана Биттмана, Петера Гошшаньи, Петера Грегора и других, карикатуры Милана Вавро, Ярослава Попа, Миро Дюржи, Лацо Тормы, Любомира Котрги и других..
Материалы журнала, как рассказал бывший пан Ведущий (Александр Белявский) популярной телепередачи «Кабачок 13 стульев», использовались в этой телепередаче, например, оттуда был взят пан Владек.
В 1991 году журнал прекратил своё существование. Позднее предпринималось несколько попыток возобновить выход «Рогача» под другими названиями — Nový Roháč (1991—1994), Magazín Nový Roháč (1995—1996), Extra Roháč (2002—2008, в 2017 году стал интернет-изданием) и EuroRoháč (единственный номер вышел в 2002 году).

## Рубрики
- Vtip tyždňa («Шутка недели») и Múdrosť tyždňa («Мудрость недели») — анекдоты и афоризмы
- Dovezený humor («Привезённый юмор») — иностранный юмор
- Na basovú nôtu («На басовой ноте») — фельетоны
- Čo píšu iní («Что пишут другие») — опечатки в прессе (аналог рубрики «Нарочно не придумаешь» в журнале «Крокодил»)

## Предшественники и преемники журнала
- Černokňažník («Чернокнижник») — первый словацкий юмористический журнал, выходил в 1861—1864 и 1876—1910 годах.[5] Одним из издателей и редакторов журнала был словацкий политик, поэт и публицист Виллиам Паулини-Тот (1826—1877)[6]. В те времена было ещё несколько юмористических журналов — Rarášok (1870—1875), Rarach (1875) и Ježibaba (1871—1872)[5].
- Dereš («Порка») — словацкий юмористический журнал, выходил с 1925 по 1927 годы.[7]
- Kocúr («Кот») — словацкий юмористический журнал, выходил с 1919 по 1945 годы.[8]
- Bumerang («Бумеранг») — словацкий сатирико-юмористический ежемесячник, выходил в городе Прешове (1994, 1997—2024 годы). Приложение к изданию Šport. Одним из основателей и главным редактором был известный словацкий карикатурист Федор Вицо (р. 1944). В журнале печатались интервью со словацкими и иностранными юмористами, а также стихи, репризы, афоризмы, анекдоты, карикатуры словацких, чешских и иностранных художников.